# لاري غوردون (كرة سلة)
لاري غوردون (بالإنجليزية: Larry Gordon)‏ مواليد 18 أبريل 1987 في بومونا، هو لاعب كرة سلة أمريكي. بدأ مسيرته الاحترافية في سنة 2009. يلعب مع نادي راستا فشتا لكرة السلة في الدوري الألماني لكرة السلة. يحمل الرقم 23. يبلغ طوله 6 قدم 5 بوصة (2.0 م).

## المسيرة الاحترافية
لعب مع كابفنبيرغ بولز من سنة 2010 إلى 2012، ثم لعب مع فينيكس هاغن في الدوري الألماني من سنة 2012 إلى 2015، ثم لعب مع إسبارن بريمرهافن في موسم 2015–2016، ثم لعب مع بوسان كي تي سونيكبوم في سنة 2016، ثم لعب مع نادي راستا فشتا لكرة السلة في سنة 2016.

## روابط خارجية
- لاري غوردون على موقع كرة السلة الأوروبية.كوم (الإنجليزية)
- لاري غوردون على موقع ريلجم (الإنجليزية)
- لاري غوردون على موقع بروبوليرز (الإنجليزية)